# Уставобранитељи и њихова влада (1838—1858)
Уставобранитељи и њихова влада (1838−1858) је правноисторијско дело Слободана Јовановића из 1912. године, објављено у издању Издавачког и књижарског предузећа Геца Кон а.д. из Кнез Михаилове улице бр. 12 у Београду. Књига темељно обрађује период владавине уставобранитеља у Кнежевини Србији, њихов сукоб са кнезом Александром Карађорђевићем, али и укупни развој државе. Сам Јовановић ју је окарактерисао као расправу из уставне историје.

## О аутору
Слободан Јовановић (1869−1958) је био српски и југословенски правник и историчар, доктор правних наука, професор и декан Правног факултета Универзитета у Београду, ректор Универзитета у Београду, председник Српске краљевске академије, председник Министарског савета Краљевине Југославије, оснивач и председник Српског културног клуба. Сматра се најзначајнијим домаћим правним теоретичарем и писцем. Његова дела су, иако фундаментална у области опште правне теорије и теорије државе, дуго била скрајнута у времену комунистичке Југославије, будући да је Јовановић током Другог светског рата био председник југословенске краљевске владе у емиграцији и да је у одсуству осуђен на Београдском процесу 1946. године.

## Опис

### Серијал
Књигом о уставобранитељима, Јовановић је отпочео серијал о уставној историји Србије у 19. веку, који се наставља књигама Друга влада Милоша и Михаила, тротомном Владом Милана Обреновића и завршава такође тротомном Владом Александра Обреновића.

## Издања
Прво издање се појавило 1912. године, када је приступна беседа објављена као књига у издању Српске краљевске академије, а штампана је у Државној штампарији Краљевине Србије. Друго издање се појавило 1925. године.
Књига је трећи пут објављена 1933. године у издању Издавачког и књижарског предузећа Геца Кон а.д. из Кнез Михаилове улице бр. 12 у Београду. Поново се појавила тек 1990. године у оквиру првог издања сабраних дела Слободана Јовановића у 12 томова, које су заједнички издали Београдски издавачко-графички завод (БИГЗ), Југославија Публик и Српска књижевна задруга. Приређивач издања је био историчар др Радован Самарџић, редовни члан Српске академије наука и уметности, директор Балканолошког института и председник Српске књижевне задруге.
Издавачко предузеће Просвета је 2005. године објавило библиофилско издање сабраних дела Слободана Јовановића у 17 томова.